# Hallvardskatedralen
Hallvardskatedralen, eller Sankt Hallvardskirken, är Oslos tidigaste domkyrka. Den uppfördes på höjden vid Medeltidsstadens marknadsplats Oslo torg vid nuvarande gatukorsningen Bispegate/Oslo gate i början av 1100-talet och användes som kyrka till omkring 1655. Förutom biskopssäte och Østlandets religiösa centrum i mer än 500 år, var katedralen kröningskyrka, kunglig bröllopskyrka och kungligt begravningskapell. 
I dag är katedralen en ruin, som huvudsakligen ligger i Minneparken, men vars södra del ligger under ett betonglock, med Bispegatan ovanpå. 

## Historik
Hallvardskatedralen uppfördes sannolikt med korsfararkungen Sigurd Magnusson som byggherre. 
Katedralen var den första kyrkan i Norge i romansk stil som en normandisk basilika, med centralt torn och tvärskepp. Hallvardskatedralen var troligen färdig senast 1130, då Sigurd Jorsalafare dog och som första kung begravdes i kyrkan. 
Väster om domkyrkan låg Nordre strete, idag Oslo gate. Vid gatans västra sida låg biskopens gård. Under biskopen Nikolas Arnesson utvidgades bispegården med ett befästningstorn mot sydost. Han påbörjade också en befästningsmur, vilken omkring 1300 omslöt biskopsgården. Residenset kallades därför därefter Oslo bispeborg. 
Åren 1261–1268 utvidgades katedralen österut med ett stort gotisk kor och blev landets största kyrka efter Nidarosdomen.
Efter reformationen 1537 behöll Oslo ställningen som biskopssäte och Hallvardskatedralen blev därmed domkyrka för lutherska superintendenter. 
Hallvardskirken brann ned 1567, men återuppbyggdes. Efter den tre dagar långa stadsbranden 1624 befallde kung Kristian IV att Medeltidsstaden inte skulle byggas upp igen, utan att staden skulle återuppbyggas på västra sidan av Bjørvika under namnet Christiania. Hallvardskatedralen var dock i förhållandevis gott skick efter branden och reparerades. Den förblev Østlandets domkyrka fram till 1639 och blev därefter församlingskyrka. Hallvardskatedralen förföll senare. Den sista kända mässan hölls 1654 och från 1696 revs byggnaden för att ge sten till  Akershus fästning och troligen också till Oslos tredje domkyrka vid Stortorvet.

## Hallvardsruinen
Den första arkeologiska utgrävningen av Hallvardsruinen genomfördes 1835. Arbetet höll på till omkring 1850, då det skulle grävas för järnvägen. I början av 1920-talet hade hela ruinen grävts fram. Kyrkoruinen blev huvudattraktionen för Minneparken i Gamlebyen, som invigdes 1932. Minneparken förminskades senare genom att ett betonglock lades över den södra delen av Hallvardskatedralens ruin och över en del av Hallvardskyrkogården. Över locket breddades Bispegata till en bilväg med fyra körfält. Idag är Bispegata åter en tvåfältsväg, men den södra delen av ruinen och kyrkogården är fortfarande täckta av betong och asfalt. 
I Oslo domkyrka vid Stortorvet finns en relief som är fäst på hörnet av tornets bas. Reliefen visar en människa som angrips av en drake och ett lejon. Bildstenen, som anses vara från omkring 1100, återfanns vid utgrävningen i Gamlebyen och kommer sannolikt från Hallvardskatedralen. 
Hallvardskatedralen är ett byggnadsminne.

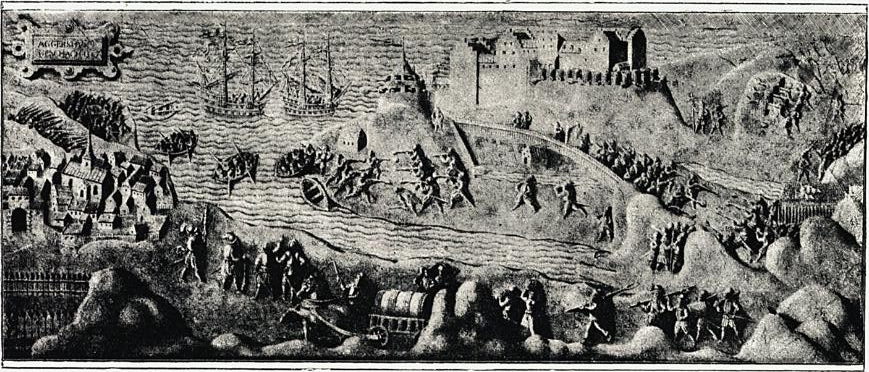
Relief av Oslo med Hallvardskatedralen till vänster i bilden. Till höger skildras svenskarnas belägring av Akershus fästning 1567.